# Rüstem Pascha

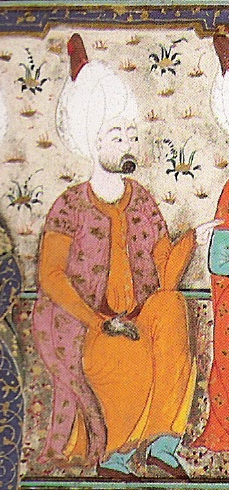
Mit hoher Wahrscheinlichkeit Rüstem Pascha
Ausschnitt aus einer Miniatur aus dem Süleymān-nāme des Ârifî Fethullah Çelebi, 16. Jahrhundert. Istanbul, Bibliothek des Topkapi-Serail-Museums, Hazine, Nr. 1517, fol. 498^{b}

Rüstem Pascha (osmanisch رستم پاشا Rüstem Pâşâ, geb. um 1500; gest. 10. Juli oder 12. Juli 1561 in Istanbul) war ein osmanischer Großwesir und der Schwiegersohn (dāmād) Sultan Süleymans des Prächtigen. Im historischen Gedächtnis blieb er vor allem durch seine Stiftungen, insbesondere die berühmte Rüstem-Pascha-Moschee in Istanbul.

## Herkunft und Laufbahn
Die Herkunft Rüstem Paschas ist nicht mit Sicherheit zu ermitteln. Vermutlich wurde er in einem Dorf bei Sarajevo als Sohn einer bosniakischen Familie mit dem ursprünglichen Familiennamen Opukovič oder Čigalič geboren. Manche Quellen führen auch eine kroatische (* in Skradin), serbische oder albanische Herkunft an. In seinen Stiftungsurkunden von 1557 und 1560 wird sein Vater Abdurrahman und Abdurrahim genannt. Dass sein Vater in Rüstem Paschas Stiftungsurkunde von 1561 und in der Stiftungsurkunde seines Bruders, des osmanischen Großadmirals Sinan Pascha, von 1557 als Mustafa aufgeführt wird, bedeutet, dass sein Vater wie auch seine Schwester Nefise zum Islam konvertiert ist.
Als Kind wurde Rüstem nach Istanbul gebracht, wo er zusammen mit seinem Bruder Sinan in der Palastschule (Enderûn) erzogen wurde und die Militärlaufbahn einschlug. 1526 nahm er als Silāḥdār („Waffenträger“) an der Schlacht bei Mohács teil. Danach begann sein rascher Aufstieg in der osmanischen Staatsverwaltung mit dem Amt des Ersten Stallmeisters (mīr-āḫūr-ı evvel). Um 1533 wurde er vermutlich Statthalter von Teke, danach Beylerbey von Diyarbakır und 1538 Beylerbey von Anatolien. 1539 wurde er zum Dritten Wesir befördert. Ende 1539 vermählte ihn der Sultan mit seiner Tochter Mihrimah Sultan. Diesen bisherigen Lebensweg fasste ein im Dienst der Fugger zu großem Vermögen gekommener Reisender, der im Gefolge einer Gesandtschaft König Ferdinands I. Rüstem Pascha persönlich erlebte, so zusammen:

„[W]ie auch der Rustan bascha von einem bosner sewhirtten des turkischen khaisers ayden worden.“

Zweiter Wesir wurde Rüstem 1541. Im Ramadan des Jahres 951 AH (Ende 1544) setzte der Sultan den Großwesir Hadım Süleyman Pascha ab und übertrug die höchste Würde des Reiches seinem Schwiegersohn. Nachdem der Prinz Mustafa im Oktober 1553 „zur Wahrung der Weltordnung“ erdrosselt worden war, forderten die Janitscharen die Bestrafung des Großwesirs, dem die Schuld am Tod des Prinzen gegeben wurde. Rüstem Paschas Schwiegermutter Roxelane beschwor Süleyman, den Verleumdern kein Gehör zu schenken und den Schwiegersohn ihrer Tochter und ihr zuliebe zu verschonen. Rüstem Pascha wurde abgesetzt und verbrachte die nächsten Jahre in Üsküdar. Dank der intriganten Unterstützung seiner Ehefrau Mihrimah Sultan und insbesondere seiner Schwiegermutter Roxelane, auf deren Einfluss die Hinrichtung des 1553 statt seiner eingesetzten Großwesirs Kara Ahmed Paschas zurückzuführen ist, wurde er 1555 erneut Großwesir. Er starb am 10. oder 12. Juli 1561 (26. oder 28. Schawwal 968 AH) vermutlich an Wassersucht und wurde im Komplex der Prinzen-Moschee zu Istanbul in seiner eigenen, von Mihrimah Sultan gestifteten und von Mimar Sinan geplanten Türbe beigesetzt.

## Persönlichkeit und Amtsführung
Das oben gezeigte Idealbildnis eines Großwesirs auf einer Miniatur im Süleymān-nāme des Ârifî Fethullah Çelebi ist höchstwahrscheinlich das einzige überlieferte, zeitgenössische Porträt Rüstem Paschas. Das Bild zeigt ihn in einer Szene aus der Zeit seines ersten Großwesirates, sagt aber über ihn als Person nichts aus. Sein individuelles Aussehen, seine Gestalt und seine Wirkung dagegen wurden wenig beschönigend von dem venezianischen Bailò Bernardo Navagero 1553 beschrieben: Rüstem Pascha sei eher von kleiner Gestalt und habe ein gerötetes, aufgequollenes Gesicht, das an das eines Leprösen erinnere. In seinen Augen sei eine große Gerissenheit zu bemerken, die zeige, dass er als Geschäftsmann geboren worden sei. Er wirke „leutselig und freundlich“ und nichts sei ihm lieber, als dass gesagt werde, kein anderer osmanischer Herrscher als Süleyman I. habe je einen so weisen und klugen Ratgeber gehabt wie ihn.
Heutigen Wissenschaftlern gilt Rüstem Pascha einerseits als Meister der politischen Intrige und als zwiespältige Person, andererseits wird ihm bestätigt, er sei unbestechlich und in keiner Weise an irgendwelchen Formen von Korruption beteiligt gewesen. Bereits zu Lebzeiten wurde er allerdings mehrfach der Korruption bezichtigt. Osmanische Geschichtsschreiber des 16. und 17. Jahrhunderts dagegen schreiben ihm korrektes Verhalten, Nüchternheit und Frömmigkeit zu. Sie führen an, dass er Fehler, wie beispielsweise die Fehlbesetzung des damals eher unbedeutenden Postens eines Defterdars mit einem Richter, bereue und nicht wiederhole, und kritisieren bestenfalls seine Abneigung gegen Derwische und Dichter, die ihm einen spöttischen Zweizeiler des Dichters Taşlıcalı Yahyâ Bey eingebracht hat:
 

كولمز يدي يوزي محشرده دخي كولميه سي

چوق ايش ايتدي بزه اول صاغلغله اولميه سي
Gülmez idi yüzi maḥşerde daḫi gülmiyesi

Çoḳ iş ėtdi bize ol ṣaġlıġile olmıyası
Weil er nie gelacht, soll er auch am jüngsten Tag nicht lachen,

Viel hat er gemacht, nur misch’ er sich nicht in unsere Sachen.
In der osmanischen Öffentlichkeit war der als geiziger und habgieriger „Teufelswesir“ verschriene Rüstem Pascha wenig angesehen, vor allem nachdem ihn Taşlıcalı Yahyâ Bey in einer rasch verbreiteten, weithin zustimmend aufgenommenen Elegie (mers̲iye) der Mittäterschaft an der Ermordung des Sultanssohnes Mustafa bezichtigt und ihn einen Teufel genannt hatte. Rüstem Pascha verfügte daraufhin Yahyâ Beys Hinrichtung und nach Süleymans I. Widerstand dagegen des Dichters lebenslange Verbannung nach Zvornik.
Europäische Diplomaten und Reisende, die Rüstem Pascha selbst gesprochen oder gesehen haben, bescheinigen ihm, „ein Mann von scharfem, durchdringendem Verstand“ zu sein, halten ihn aber auch für „immer finster, immer schroff“ oder bezichtigen ihn, seine privaten und gestifteten Bauten „von geraubten, vnrecht gewunnen geld“ gebaut zu haben. Er sei immer habsüchtig, und seine ersten Erwägungen seien stets der Nutzen und das Geld. Am Tod des Sultanssohnes Mustafa wird ihm eine Mitschuld gegeben.
In einer vielzitierten Anekdote geht es um eine glückliche Fügung, die ihm die Gunst Süleymans I. erhalten und seine Karriere gesichert habe. Die Behauptung seiner Gegner, er sei an Lepra erkrankt und damit als Schwiegersohn des Sultans untragbar, habe sich als falsch erwiesen, denn der mit der medizinischen Untersuchung des Falles beauftragte Hofarzt Mehmed Halîfe habe in einem Hemd Rüstem Paschas eine Laus gefunden, und nach Meinung der Hofärzte könne ein Lepröser keine Läuse haben.
اولیجق بر کشینك بختی قوی طالعی یار

کهله سی دخی محلنده انك ایشه یرار
Olıcaḳ bir kişiniñ baḫtı ḳavī ṭāliʿi yār

Kehlesi daḫi maḥallinde anıñ işe yarar
Kraft und Glück eines Menschen machen sein Schicksal aus,

Gelegentlich genügt an seinem Ort auch eine kleine Laus!

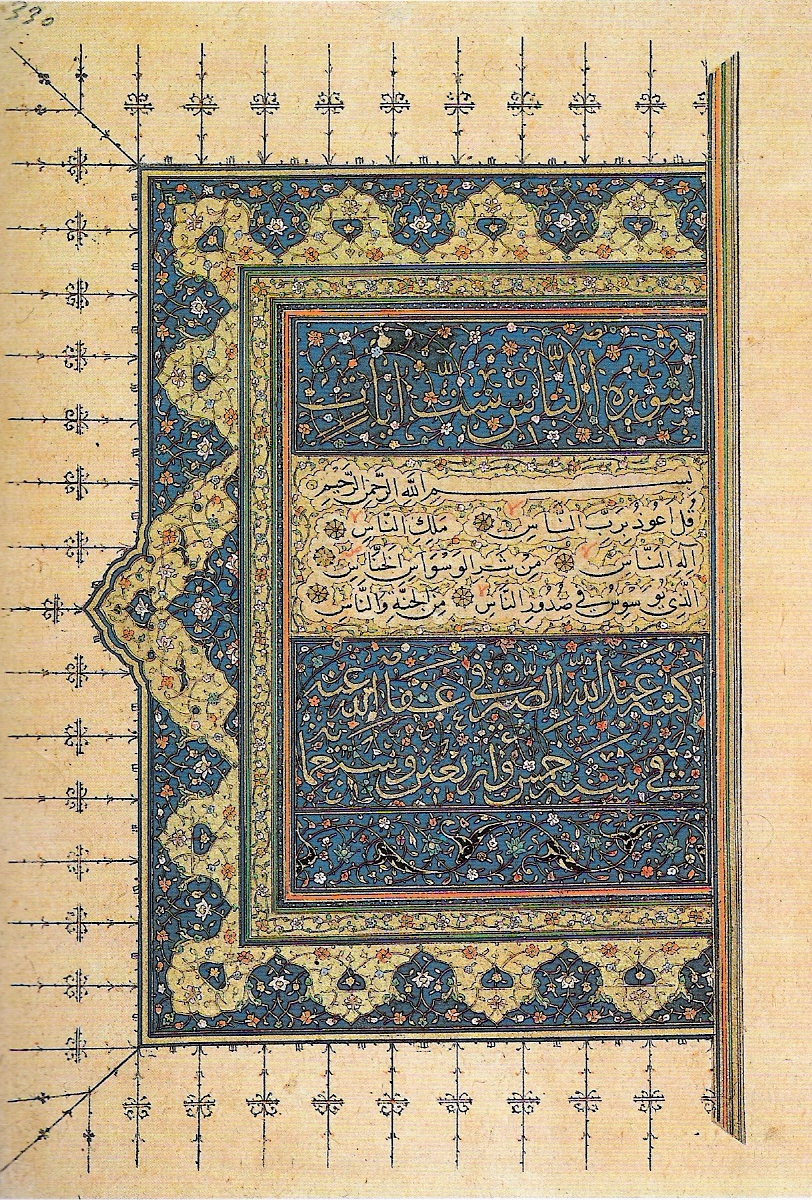
Ein illuminiertes Blatt eines für Rüstem Pascha angefertigten Korans

Rüstem Pascha bildete zusammen mit Mihrimah Sultan und Roxelane einen konspirativen inneren Kreis, der Einfluss auf die Entscheidungen Süleymans I. nahm und dabei mit der Unterstützung des Scheichülislam Ebüssuûd Efendi, des höchsten religiösen Würdenträgers des Osmanischen Reiches, rechnen konnte. Das zeigte sich deutlich bei dem Entschluss des Sultans, seinen von Mahidevran geborenen Sohn Mustafa töten zu lassen. Damit war der Weg frei für Roxelanes Söhne auf dem Weg zum Sultanat. Rüstem Pascha, dem von den Janitscharen eine Mitschuld am Tod ihres Favoriten Mustafa gegeben wurde, verlor das Amt des Großwesirs nur vorübergehend. Mihrimah Sultan und Roxelane bedrängten Süleyman I. erfolgreich, ihn nach etwa zwei Jahren wieder in sein Amt einzusetzen.
Süleyman I. schätzte an Rüstem Pascha vor allem dessen Fähigkeiten, die finanzielle Ausstattung des Sultans und des Reiches in unvergleichlichem Ausmaß zu steigern. Ohne dies wären Süleymans nahezu alljährliche Militärkampagnen, architektonische Großprojekte wie der Süleymaniye-Komplex und die Wasserversorgung für Istanbul, Mekka und Jerusalem sowie die Errichtung von neuen Märkten in den nun aufstrebenden und expandierenden Städten des Reiches nicht möglich gewesen. Dass Rüstem Pascha dabei auch selbst äußerst reich wurde, resultiert unter anderem aus der exzeptionellen Stellung, die ihm als Großwesir zugestanden wurde. Praktisch alle finanziellen Aktionen des Reiches wurden von ihm geleitet und kontrolliert. Mit vielen eigenen Landgütern war er beteiligt am Aufschwung und der Ausweitung der Agrarwirtschaft. Zudem profitierte er vom prosperierenden Handel mit Europa und Indien.
Eine Vorstellung von Rüstem Paschas Reichtum gibt eine Liste des Nachlasses, der nach Rüstem Paschas Tod der Staatskasse zufiel. Darin werden unter anderem 1700 gekaufte Sklaven, Tausende für den Kriegsdienst bereit gehaltene Pferde und Kamele, dazugehörige Prunksättel und goldene Steigbügel, Waffenrüstungen, Panzerhemden, kostbare Säbel und unzählige Kleidungsstücke sowie 40.000 hauptsächlich für Rüstem Paschas Hausstand und Militär bereit gehaltene Kessel aufgeführt. Neben einer großen Anzahl von Gold- und Silbermünzen, Edelsteinen, Teppichen und „anderen Kostbarkeiten“ fallen 5000 Bücher (oder „vielleicht noch mehr“) sowie 8000 Korane auf. Der Posten von 815 Landgütern und 476 Wassermühlen enthält nicht die weitaus größere Zahl von Immobilien, die Rüstem Paschas Stiftungen übereignet worden sind.
Unter Rüstem Paschas Großwesirat begann die Praxis der Antrittszahlungen (cāʾize, pīşkeş), aus denen sich mit der Zeit der Ämterkauf entwickelte.
Rüstem Paschas größter außenpolitischer Erfolg war der von ihm 1547 auf fünf Jahre ausgehandelte Waffenstillstand mit König Ferdinand I., dem auch Kaiser Karl V. mit seiner Unterschrift zustimmte. Eine Bedingung war, dass das Osmanische Reich einen als Ehrensold deklarierten Tribut von jährlich 30.000 Dukaten erhalten sollte. Für sich selbst erbat sich Rüstem Pascha Jagdhunde und Falken zum Geschenk sowie für Süleyman I. einen Uhrmacher.
Als militärischer Oberbefehlshaber hatte Rüstem Pascha keinen Erfolg. Beim einzigen größeren Einsatz in einem Feldzug gegen Persien, den er 1553 leiten sollte, scheiterte er schon während der Vorbereitungen im Winter davor, weil ihm die Janitscharen die Gefolgschaft verweigerten. Diese Situation und eine mögliche Machtübernahme durch den von den Janitscharen unterstützten Sultanssohn Mustafa veranlassten Rüstem Pascha, Süleyman I. zu Hilfe zu rufen, der den vorläufigen Rückzug anordnete. Das Unternehmen endete im Herbst 1553 mit der Erdrosselung Mustafas und der Entfernung Rüstem Paschas aus dem Amt des Großwesirs, die allerdings nur etwa zwei Jahre währte.

## Religiöse Einstellungen und Frömmigkeit
Rüstem Pascha war ein überzeugter Sunnit der hanifitischen Richtung. Sufismus tolerierte er nur, wenn dieser die Scharia anerkannte. Daher bekämpfte er heterodoxe Derwische und förderte die Naqschbandi-Tariqa, einen Sufi-Orden, dessen Scheich Hekim Çelebi er glühend verehrte. Seine religiösen Pflichten nahm er sehr ernst. Nie versäumte er die vorgeschriebenen Gebete und genoss es, Koranrezitationen zuzuhören. Diese religiösen Einstellungen trafen sich mit denen Süleymans I. vor allem in der zweiten Hälfte von dessen Regierungszeit und mit denen des Scheichülislam Ebüssuûd. Sie spiegeln sich auch in den Aussagen der Inschriften, die vermutlich Scheich Hekim Çelebi vor allem aus Koransuren und Hadithen für die Rüstem-Pascha-Moschee zusammengestellt hat. Die vielen frommen Stiftungen Rüstem Paschas entsprachen seinem Glauben. Sie sollten der Bevölkerung dienen und ihr auch die Möglichkeit geben, für das Gedeihen der Herrschaft des Sultans zu beten. Damit stand er im Einvernehmen mit Süleymans I. Ehefrau Roxelane und seiner Ehegattin Mihrimah Sultan. Die vielen Korane, die in Rüstem Paschas Nachlass gefunden wurden, zeigen, dass er die Vorschriften seiner Religion ernst nahm und sich vor Gott ein Verdienst schaffen wollte, indem er mit möglichst vielen Abschriften zur Verbreitung des heiligen Buches beitrug.
Der bailo Bernardo Navagero hielt Rüstem Pascha mehr als irgendeinen seiner Vorgänger für einen geborenen Feind der Christen. Den Ungläubigen sei nach Rüstem Paschas Ansicht nicht zu trauen, doch steige bei ihm das Ansehen eines Christen in dem Maß, in dem die Höhe des Geldbetrages steige, den dieser ihm gebe.

## Stiftungen

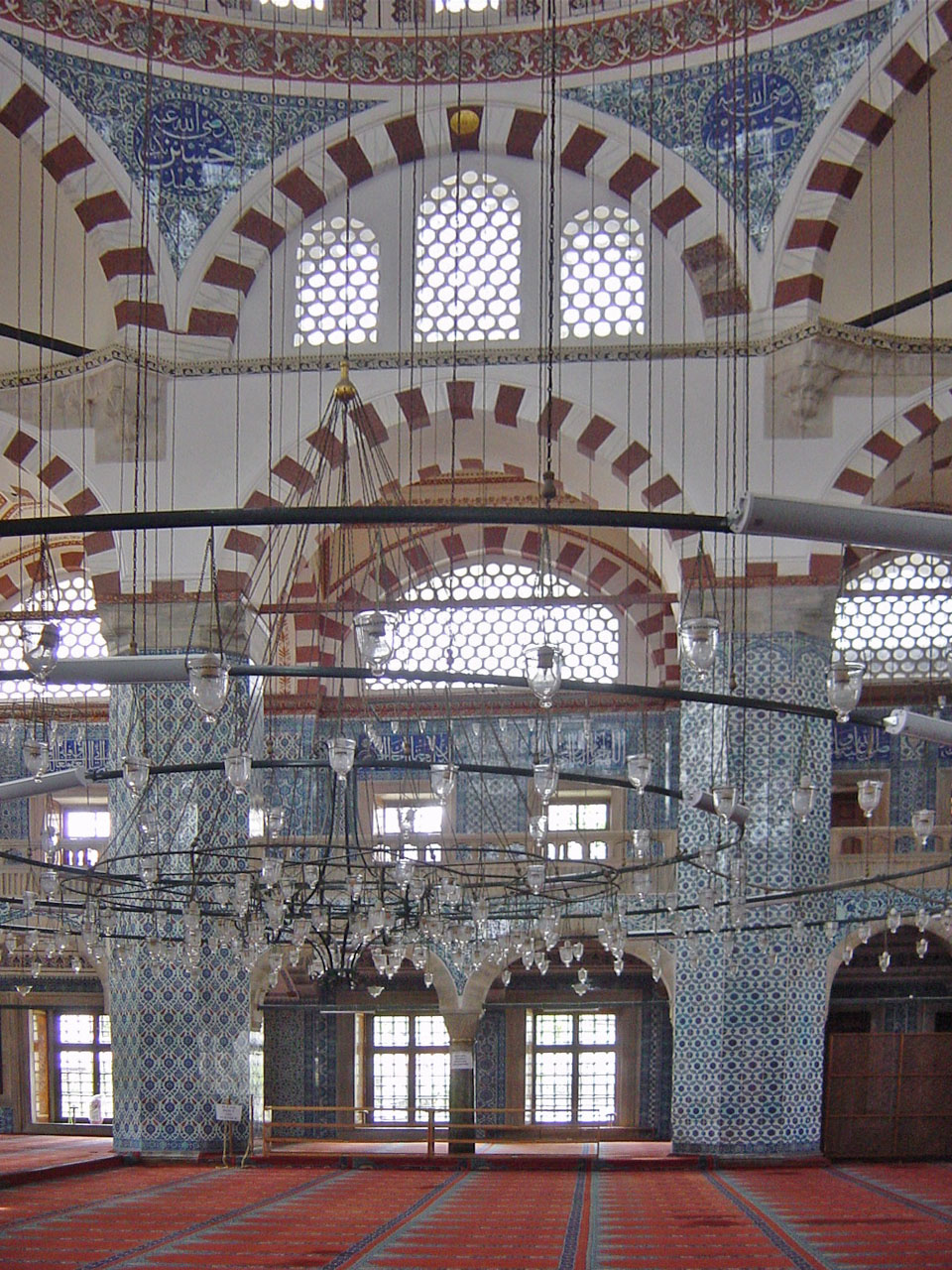
Inneres der Rüstem-Pascha-Moschee

Stiftungsurkunden von 1544, 1557, 1560 und 1561 sowie posthum von 1570 bezeugen, dass Rüstem Paschas großes Vermögen auch für wohltätige Zwecke eingesetzt wurde. Viele fromme Stiftungen und dazugehörige Einrichtungen, die der Versorgung und gesicherten Finanzierung dieser Stiftungen dienten, wurden zu seinen Lebzeiten und nach seinem Tode geschaffen. Kein Großwesir vor ihm hinterließ eine so weit gespannte, über das gesamte osmanische Reich reichende Infrastruktur religiöser und sozialer Einrichtungen. Diese Stiftungen befanden sich nahezu immer entweder in den beiden Hauptstädten Istanbul und Edirne oder in Orten an den wichtigen Handelsrouten zwischen Esztergom im Norden und Medina im Süden sowie zwischen Skopje im Westen und Van (Türkei) im Osten. Sie waren damit auch ein bedeutender Faktor zur Belebung der Produktionswirtschaft und des Handels. Besonders die Herstellung von Seide und der Handel mit Seide waren dem Großwesir ein persönliches Anliegen. Deshalb förderte er Seidenmanufakturen in Bursa, initiierte in Istanbul eine mit Handwerkern des Hofes betriebene Seidenmanufaktur und stiftete 1551 den gedeckten Basar von Sarajevo als ein Zentrum des Seidenhandels.
Zu den berühmtesten Stiftungen Rüstem Paschas gehört die Rüstem-Pascha-Moschee in Istanbul. Sie wurde auf seine Veranlassung nach einem Entwurf des Architekten Sinan posthum errichtet. Gemäß den Vorgaben seiner Stiftungsurkunde vom Januar 1561 betreute seine Witwe Mihrimah Sultan die Planung und die Bauausführung nach Rüstem Paschas Tod in den Jahren 1561 bis 1563. Weitere große Bauprojekte waren der Komplex der Freitagsmoschee in Rodoscuk (heute Tekirdağ) und die nach ihm benannte Karawanserei in Edirne. Zum Unterhalt dieser Anlagen und weiterer Freitagsmoscheen sowie von Mesdschids, Grundschulen, Medresen, Hospizen, Konventen, Karawansereien, öffentlichen Brunnen, befestigten Straßen und gebührenfreien Brücken diente das Einkommen aus Dörfern, landwirtschaftlichen Nutzflächen, Bauernhöfen, Werkstätten, Gerbereien, Bäckereien, Mühlen, Wasserrädern, Läden, Mietwohnungen, Warenhäusern, kommerziellen Karanwansereien, gedeckten Basaren und kommerziellen Badehäusern.
Zur Sicherung dieses großen Stiftungsunternehmens bestimmte Rüstem Pascha in seiner Stiftungsurkunde von 1561 für den Fall seines Ablebens seine Frau Mihrimah Sultan als Vollstreckerin seines Willens sowie seine Tochter Ayşe Hümaşah zur Nachlassverwalterin und Aufseherin seiner Stiftungen.

## Nachkommen
Zahl und Namen der Söhne Rüstem Paschas sind nur ungenügend dokumentiert. Deshalb finden sich in der Literatur widersprüchliche Angaben. Gesichert erscheint nur die Tochter Ayşe Hümaşah, die als Tochter Mihrimah Sultans und Enkelin Süleymans I. mit dem Namen Ayşe Hanım Sultan eine Angehörige des Herrscherhauses war. Ihre Nachkommen konnten mit Reichtum und – soweit sie Männer waren – mit einflussreichen Posten rechnen. Das betraf auch die Männer, die mit Ayşe Hanım Sultan oder ihren Töchtern verheiratet waren.
| ?         | ?         | ?         | ?         | ?         | ?         |           |           | Rüstem Pascha | Rüstem Pascha | Rüstem Pascha | Rüstem Pascha | Rüstem Pascha | Rüstem Pascha |        |        | Mihrimah Sultan | Mihrimah Sultan | Mihrimah Sultan | Mihrimah Sultan | Mihrimah Sultan | Mihrimah Sultan |  |  |                    |                    |                    |                    |                    |                    |  |  |                                  |                                  |                                  |                                  |                                  |                                  |  |  |                               |                               |                               |                               |                               |                               |
| ?         | ?         | ?         | ?         | ?         | ?         |           |           | Rüstem Pascha | Rüstem Pascha | Rüstem Pascha | Rüstem Pascha | Rüstem Pascha | Rüstem Pascha |        |        | Mihrimah Sultan | Mihrimah Sultan | Mihrimah Sultan | Mihrimah Sultan | Mihrimah Sultan | Mihrimah Sultan |  |  |                    |                    |                    |                    |                    |                    |  |  |                                  |                                  |                                  |                                  |                                  |                                  |  |  |                               |                               |                               |                               |                               |                               |
|           |           |           |           |           |           |           |           |               |               |               |               |               |               |        |        |                 |                 |                 |                 |                 |                 |  |  |                    |                    |                    |                    |                    |                    |  |  |                                  |                                  |                                  |                                  |                                  |                                  |  |  |                               |                               |                               |                               |                               |                               |
|           |           |           |           |           |           |           |           |               |               |               |               |               |               |        |        |                 |                 |                 |                 |                 |                 |  |  |                    |                    |                    |                    |                    |                    |  |  |                                  |                                  |                                  |                                  |                                  |                                  |  |  |                               |                               |                               |                               |                               |                               |
|           |           |           |           | Osman Bey | Osman Bey | Osman Bey | Osman Bey | Osman Bey     | Osman Bey     |               |               | Söhne?        | Söhne?        | Söhne? | Söhne? | Söhne?          | Söhne?          |                 |                 |                 |                 |  |  | Semiz Ahmed Pascha | Semiz Ahmed Pascha | Semiz Ahmed Pascha | Semiz Ahmed Pascha | Semiz Ahmed Pascha | Semiz Ahmed Pascha |  |  | Ayşe Hümaşah (Ayşe Hanım Sultan) | Ayşe Hümaşah (Ayşe Hanım Sultan) | Ayşe Hümaşah (Ayşe Hanım Sultan) | Ayşe Hümaşah (Ayşe Hanım Sultan) | Ayşe Hümaşah (Ayşe Hanım Sultan) | Ayşe Hümaşah (Ayşe Hanım Sultan) |  |  | Feridun Bey                   | Feridun Bey                   | Feridun Bey                   | Feridun Bey                   | Feridun Bey                   | Feridun Bey                   |
|           |           |           |           | Osman Bey | Osman Bey | Osman Bey | Osman Bey | Osman Bey     | Osman Bey     |               |               | Söhne?        | Söhne?        | Söhne? | Söhne? | Söhne?          | Söhne?          |                 |                 |                 |                 |  |  | Semiz Ahmed Pascha | Semiz Ahmed Pascha | Semiz Ahmed Pascha | Semiz Ahmed Pascha | Semiz Ahmed Pascha | Semiz Ahmed Pascha |  |  | Ayşe Hümaşah (Ayşe Hanım Sultan) | Ayşe Hümaşah (Ayşe Hanım Sultan) | Ayşe Hümaşah (Ayşe Hanım Sultan) | Ayşe Hümaşah (Ayşe Hanım Sultan) | Ayşe Hümaşah (Ayşe Hanım Sultan) | Ayşe Hümaşah (Ayşe Hanım Sultan) |  |  | Feridun Bey                   | Feridun Bey                   | Feridun Bey                   | Feridun Bey                   | Feridun Bey                   | Feridun Bey                   |
|           |           |           |           |           |           |           |           |               |               |               |               |               |               |        |        |                 |                 |                 |                 |                 |                 |  |  |                    |                    |                    |                    |                    |                    |  |  |                                  |                                  |                                  |                                  |                                  |                                  |  |  |                               |                               |                               |                               |                               |                               |
|           |           |           |           |           |           |           |           |               |               |               |               |               |               |        |        |                 |                 |                 |                 |                 |                 |  |  |                    |                    |                    |                    |                    |                    |  |  |                                  |                                  |                                  |                                  |                                  |                                  |  |  |                               |                               |                               |                               |                               |                               |
| Osman Bey | Osman Bey | Osman Bey | Osman Bey | Osman Bey | Osman Bey |           |           | Mehmed Bey    | Mehmed Bey    | Mehmed Bey    | Mehmed Bey    | Mehmed Bey    | Mehmed Bey    |        |        | Abdurrahman Bey | Abdurrahman Bey | Abdurrahman Bey | Abdurrahman Bey | Abdurrahman Bey | Abdurrahman Bey |  |  | Mustafa Pascha     | Mustafa Pascha     | Mustafa Pascha     | Mustafa Pascha     | Mustafa Pascha     | Mustafa Pascha     |  |  | 2 Töchter                        | 2 Töchter                        | 2 Töchter                        | 2 Töchter                        | 2 Töchter                        | 2 Töchter                        |  |  | Cigalazade Yusuf Sinan Pascha | Cigalazade Yusuf Sinan Pascha | Cigalazade Yusuf Sinan Pascha | Cigalazade Yusuf Sinan Pascha | Cigalazade Yusuf Sinan Pascha | Cigalazade Yusuf Sinan Pascha |
| Osman Bey | Osman Bey | Osman Bey | Osman Bey | Osman Bey | Osman Bey |           |           | Mehmed Bey    | Mehmed Bey    | Mehmed Bey    | Mehmed Bey    | Mehmed Bey    | Mehmed Bey    |        |        | Abdurrahman Bey | Abdurrahman Bey | Abdurrahman Bey | Abdurrahman Bey | Abdurrahman Bey | Abdurrahman Bey |  |  | Mustafa Pascha     | Mustafa Pascha     | Mustafa Pascha     | Mustafa Pascha     | Mustafa Pascha     | Mustafa Pascha     |  |  | 2 Töchter                        | 2 Töchter                        | 2 Töchter                        | 2 Töchter                        | 2 Töchter                        | 2 Töchter                        |  |  | Cigalazade Yusuf Sinan Pascha | Cigalazade Yusuf Sinan Pascha | Cigalazade Yusuf Sinan Pascha | Cigalazade Yusuf Sinan Pascha | Cigalazade Yusuf Sinan Pascha | Cigalazade Yusuf Sinan Pascha |
|           |           |           |           |           |           |           |           |               |               |               |               |               |               |        |        |                 |                 |                 |                 |                 |                 |  |  |                    |                    |                    |                    |                    |                    |  |  |                                  |                                  |                                  |                                  |                                  |                                  |  |  |                               |                               |                               |                               |                               |                               |
|           |           |           |           |           |           |           |           |               |               |               |               |               |               |        |        |                 |                 |                 |                 |                 |                 |  |  |                    |                    |                    |                    |                    |                    |  |  |                                  |                                  |                                  |                                  |                                  |                                  |  |  |                               |                               |                               |                               |                               |                               |
|           |           |           |           |           |           |           |           |               |               |               |               |               |               |        |        |                 |                 |                 |                 |                 |                 |  |  |                    |                    |                    |                    |                    |                    |  |  | Mahmud Pascha                    | Mahmud Pascha                    | Mahmud Pascha                    | Mahmud Pascha                    | Mahmud Pascha                    | Mahmud Pascha                    |  |  | Hüseyin Bey                   | Hüseyin Bey                   | Hüseyin Bey                   | Hüseyin Bey                   | Hüseyin Bey                   | Hüseyin Bey                   |

### Kinder
Ein namentlich nicht bekannter Sohn Rüstem Paschas und Mihrimah Sultans ruht in Rüstem Paschas Türbe, wo seine Ṣandūḳa neben der Rüstem Paschas steht. Er starb kurz vor seinem Vater an einer Seuche. Zwei Gräber mit namenlosen Grabsteinen im Mihrimah-Sultan-Komplex in Üsküdar werden zwei weiteren, bisher nicht sicher dokumentierten, namentlich unbekannten Söhnen des Ehepaares zugeordnet. Sie sollen 20 bis 30 Jahre alt geworden sein. Dort ist auch das Grab Osman Beys, eines Sohnes Rüstem Paschas, der eine andere Mutter hatte und 984 AH (1576/77) gestorben ist.
Mihrimah Sultans und Rüstem Paschas Tochter Ayşe Hümaşah (Ayşe Hanım Sultan) lebte von 1543 bis 1595. In Rüstem Paschas Todesjahr heiratete sie den Janitscharenagha Ahmed, den späteren Großwesir Semiz Ahmed Pascha (auch Güzelce Ahmed Pascha genannt; † 28. Mai 1580), und nach dessen Tod den Nişancı Feridun Bey († 16. März 1583). Ayşe Hümaşahs Türbe befindet sich in Üsküdar innerhalb des Aziz-Mahmud-Hüdâyî-Komplexes.

### Enkel
Ayşe Hümaşah hatte in ihrer ersten Ehe mit Semiz Ahmed Pascha zwei Töchter und die vier Söhne Osman Bey († 1591), Mehmed Bey († 20. Juni 1593), Abdurrahman Bey († 1597) und Mustafa Pascha († 20. Juni 1593).

### Urenkel
Cigalazade Yusuf Sinan Pascha (* 1549; † 2. Dezember 1603) heiratete 1573 Saliha († 1576), die ältere der beiden Töchter Ayşe Hümaşahs. Nach dem Tod dieser Tochter heiratete er die jüngere Tochter. Diesen Verbindungen entstammen die Söhne Mahmud Pascha († 1643) und Hüseyin Bey.